# Neastacilla littoralis
Neastacilla littoralis is een pissebed uit de familie Arcturidae. De wetenschappelijke naam van de soort is voor het eerst geldig gepubliceerd in 1974 door Kussakin.